# Xeropsis crassicornis
Xeropsis crassicornis is een insect uit de orde Phasmatodea en de familie Heteronemiidae. De wetenschappelijke naam van deze soort is voor het eerst geldig gepubliceerd in 1863 door Philippi.